# Завадская, Евгения Флориановна
Евге́ния Флориа́новна Зава́дская, по мужу Франжо́ли (или Франжоли́) (1852, Самарино, Валуйского уезда, Воронежской губернии — 6 августа [18 августа] 1883, Женева) — российская революционерка-народница, член партии «Народная воля», член её Исполнительного комитета. Антиправительственный агитатор, участница «кружка Фричей», участница Процесса ста девяноста трёх. Инициатор обструкции революционеру-бакунисту М. П. Сажину в Цюрихе.
По национальности полька, дворянка, дочь помещика Воронежской губернии Ф. И. Завадского. Сестра М. Ф. Завадской (в замужестве — Харкеевич), корреспондентки Ф. М. Достоевского. Подруга Веры Фигнер. Жена известного русского революционера-народника А. А. Франжоли (1848—1883), члена Исполнительного комитета партии «Народная воля». Хозяйка конспиративной квартиры, в которой находилась химическая лаборатория для изготовления взрывчатых веществ, использовавшихся в ходе покушения на Александра II. Покончила жизнь самоубийством в день смерти неизлечимо больного мужа.

## Биография

### Юность и студенческие годы
Евгения родилась в селе Самарино Больше-Липяговской волости Валуйского уезда Воронежской губернии. Её отцом был мелкопоместный польский помещик штабс-капитан Флориан Иосифович Завадский. Он владел родовым имением Хмелевое в том же Валуйском уезде, ныне это село Хмелевец Валуйского района Белгородской области. Кроме Евгении, в семье росли братья Николай, Михаил, сёстры Валентина и Мария. Все братья и сёстры принимали участие в петербургских революционных кружках. Мария Завадская, в замужестве Харкеевич, состояла в переписке с Ф. М. Достоевским. В августе 1869 года Евгения окончила с отличием Воронежскую Мариинскую женскую гимназию, после чего отправилась в Санкт-Петербург для поступления на акушерские курсы, с этого времени она была вовлечена в студенческое движение и революционную деятельность.
В 1872 году Завадская уехала в Швейцарию, где посещала лекции медицинского факультета Цюрихского университета. Там же она окунулась в кипучую жизнь революционной эмигрантской среды. Она познакомилась с братьями Сергеем, Николаем, Владимиром и Леонидом Жебунёвыми, сёстрами Надеждой, Марией и Евгенией Субботиными, П. М. Макаревичем и А. М. Розенштейн, по мужу — Макаревич. Участвовала в идеологических спорах «бакунистов» и «лавристов», защищая точку зрения сторонников Петра Лаврова. Первые выступали инициаторами безотлагательных революционных действий, вторые настаивали на подготовительной пропагандистской деятельности. После конфликта бакуниста Н. В. Соколова и лавриста В. Н. Смирнова, закончившейся плевком Смирнова в Соколова и завязавшейся потасовкой, стала во главе студенток, устроивших обструкцию М. П. Сажину — лидеру бакунистов в Цюрихе, считавшемуся истинным виновником конфликта двух враждующих революционных эмигрантских группировок, и дала ему пощёчину.
Участник студенческого движения 1870-х годов статистик и публицист Н. Г. Кулябко-Корецкий в воспоминаниях «Из давних лет» рассказывал об эпизоде захвата в 1873 году сторонниками Лаврова русской эмигрантской студенческой библиотеки в Цюрихе и последовавшего конфликта лавриста В. Н. Смирнова и бакуниста Н. В. Соколова, закончившегося их потасовкой. Результатом этих событий было собрание лавристов, потребовавших от бакунистов и лично М. П. Сажина (псевдоним Арман Росс) разъяснений причин драки двух эмигрантов. Автор мемуаров изложил данный инцидент с точки зрения лавристов: «С восторженным лицом, забрызганным кровью, вбежала на собрание студентка Запольская или Заславская, — точно её имя не упомню, — с криком: „Я отомстила за Смирнова! Я публично дала пощёчину Россу! Встретив его на улице, окружённого своими сторонниками, я ворвалась в их среду и ударила Росса в лицо; он хотел в меня стрелять из револьвера, но окружающие удержали его, и он успел лишь ударить меня ручкой револьвера в спину с такой силой, что у меня хлынула кровь из горла!“ Её сообщение встречено было аплодисментами и криками одобрения, после чего её увели из зала, чтобы смыть кровь с её лица и платья».
В Цюрихском университете Евгения подружилась с Верой Фигнер и приняла деятельное участие в работе кружка Фричей. Кружок состоял из русских эмигранток в основном из студенческой среды, имевших радикальные, в том числе феминистские убеждения. В связи с инцидентами между русскими эмигрантами, подобными описанному выше, в 1873 году царское правительство издало указ о прекращении обучения русских студенток, доставлявших многочисленные хлопоты зарубежным дипломатическим миссиям России. Указ российского правительства, обвинявшего студенческую молодёжь в безнравственности и радикализме, был воспринят эмигрантками как оскорбление. В ответ на распоряжение правительства вернуться в Россию, Евгения Завадская уехала в Париж, но спустя два месяца всё-таки вернулась в Россию.

### Народническая деятельность в России иПроцесс ста девяноста трёх
Вернувшись на родину и так и не завершив высшего медицинского образования, Евгения поселилась у матери в имении Хмелевом Воронежской губернии. Там она организовала народную школу и занималась народнической пропагандой среди крестьян. Учитывая незаурядные агитационные способности девушки и её умение находить общий язык с крестьянами, народники предлагали ей заняться составлением народных книг. Так, П. М. Макаревич предложил ей адаптировать к народному чтению монографию Д. Л. Мордовцева «Гайдамачина» (1870). «Завадская, не можете ли вы написать народную книжку „Гайдамаки“ по Мордовцеву. Главное условие — удобопонятность и простота языка, сжатость и лёгкость изложения. Если согласны, то напишите, есть ли у вас „Гайдамаки“ Мордовцева; если есть, то постарайтесь начать эту работу поскорее».
В следующем 1874 году Евгения Флориановна получила место сельской учительницы в школе села Беломестное Новооскольского уезда Курской губернии, попечительницей которой была Софья Субботина — мать сестёр Субботиных, в своё время привозившая своих дочерей в Цюрих. С. А. Субботина предложила ей и ещё одной революционерке-народнице — В. Н. Батюшковой, также скрывавшейся от преследования властей, места в школах, попечительницей которых она являлась, к тому же, Субботина владела в Беломестном собственным поместьем. Как и прежде, Завадская вела народническую агитацию среди крестьян, однако здесь её быстро выдал местный конторщик. Узнав о предстоящем аресте, революционерка скрылась из Беломестного. Тем не менее, 1 сентября 1874 года она была задержана на станции Прохоровка Курско-Харьково-Азовской железной дороги. 14 сентября в Беломестном была арестована, обыскана и отправлена в Курскую тюрьму сама Софья Субботина.
При обыске у Завадской были найдены адрес Петра Макаревича, пропагандистская литература и азбука для шифрования. В результате она была привлечена к дознанию по делу о революционной пропаганде и около восьми месяцев находилась в Воронежской тюрьме и Доме предварительного заключения в Санкт-Петербурге, пока за недоказанностью вины не была освобождена из-под стражи. Оказавшись в Санкт-Петербурге по судебным делам, она всё-таки окончила петербургские акушерские курсы. В 1875 году Евгения Флориановна привлекалась к дознанию по делу давшего признательные показания Ивана Лобковского. На этот раз дознание происходило в Херсонском жандармском управлении. Вместе с Евгенией Флориановной к дознанию по делу Лобковского привлекалась и её сестра Мария Флориановна. С сельским учителем-пропагандистом И. Х. Лобковским Евгения познакомилась у себя на родине вскоре после возвращении из Франции. В связи возбуждением против неё более раннего судебного Процесса по делу о пропаганде в империи, следствие по делу Лобковского в отношении неё по высочайшему повелению было прекращено 10 марта 1877 и объединено с предыдущим.
Но уже месяц спустя девушка была вновь привлечена к дознанию по политическому делу, на этот раз по делу Олимпиады Евграфовны Кутузовой — жены итальянского бакуниста-анархиста Карло Кафьеро. Завадская обвинялась в хранении революционных воззваний, а также стихотворений противоправительственного содержания. Это дело в отношении неё по высочайшему повелению 11 сентября 1877 было также прекращено в связи с установлением за нею негласного надзора, не ограничивавшего её в выборе места жительства. Но ещё до этого, 5 мая 1877 года, она судилась Особым присутствием Сената Российской империи по политическому обвинению в принадлежности к сообществу, стремившемуся ниспровергнуть существовавший строй или по так называемому «Процессу ста девяноста трёх». Подготовка к нему заняла несколько лет, по этой причине решения по другим аналогичным делам в отношении Завадской несколько раз откладывались до принятия решения по общему для всех крамольных народников делу.
В рамках этого процесса осенью 1877 года она была всё-таки арестована и заключена в санкт-петербургский Дом предварительного заключения. Суд по Процессу ста девяноста трёх проходил в Петербурге с 18 октября 1877 года по 23 января 1878 года. На самом процессе Евгения присоединилась к обвиняемым, решившим бойкотировать суд, поскольку судебные заседания были объявлены закрытыми, по этой причине 10 ноября 1877 года она была удалена из зала судебных заседаний. Приговор Особого присутствия Правительствующего сената, вынесенный в отношении обвиняемой 23 января 1878 года, оправдал её. Она была освобождена из-под стражи и передана на поруки ещё до окончания суда в начале января 1878 года. После суда Евгения осталась в столице, где проживала вместе с А. В. Якимовой, впоследствии Диковской, и В. П. Рогачёвой. Принимала участие в сходках у А. И. Корниловой-Мороз, участники которых занимались обсуждением возобновления революционной деятельности. На этих собраниях она, в числе других участниц, разработала народническую программу революционных действий. Группа из сорока человек, представленная как старыми «чайковцами» (Ю. Н. Богданович и А. И. Иванчин-Писарев, М. П. Лешерн-фон-Герцфельд, В. Н. Фигнер, Е. Н. Фигнер, А. К. Соловьев, Д. А. Клеменц, С. Л. Перовская, Т. И. Лебедева, С. В. Мокиевский-Зубок, Н. А. Саблин, Н. А. Морозов, А. Д. Кувшинская, А. И. Корнилова-Мороз, А. И. Степуро-Сердюков и его жена Анна Адриановна Сердюкова), так и новыми участниками (Е. Ф. Завадская, А. В. Якимова), ставила перед собой задачу реанимировать «Большое общество пропаганды». Летом 1878 года из-за многочисленных арестов группа сама собой прекратила своё существование, а её остатки влились в организацию «Земля и воля».
8 февраля 1878 года Евгения Флориановна покинула Санкт-Петербург и уехала в поездку по центральным губерниям. Сначала она побывала в Рязани, весной посетила сестёр Кутузовых в имении Лялино Тверской губернии. У упоминавшейся О. Е. Кутузовой-Кафьеро были сёстры Александра, Надежда и Анна Кутузовы, Елена Евграфовна Кутузова была замужем за критиком и публицистом-народником Варфоломеем Зайцевым и жила, судя по всему, с мужем в эмиграции. В апреле и мае, чтобы изучить положение крестьянства, совместно с А. В. Якимовой и О. Е. Кутузовой-Кафьеро по подложному паспорту Е. Ф. Завадская побывала в Ярославской и Нижегородской губернии. После Нижнего Новгорода она приехала в Воронеж, где поселилась у бывшей надзирательницы местной тюрьмы. С 1874 года, когда они познакомились в Воронеже во время пребывания Завадской в Воронежской тюрьме после задержания на станции Прохоровка за пропагандистскую деятельность в школе села Беломестное, эта женщина успела стать сообщницей народников. По словам друзей-революционеров, у себя на родине Евгения Флориановна пользовалась всеобщей любовью культурной среды Воронежа.
Некоторое время девушка также проживала в окрестностях Валуек. Там она, а также бывший сельский писарь Пётр Волков и дворянин Николай Литошенко, распространяли антиправительственную пропаганду среди крестьян.

### Ссылка в Сольвычегодск и замужество
Несмотря на оправдание Е. Ф. Завадской по Процессу ста девяноста трёх, 30 июля её вновь задержали. Решением министра внутренних дел А. Е. Тимашева она была отправлена по этапу в административную (то есть, внесудебную) ссылку в город Сольвычегодск Вологодской губернии под гласный надзор полиции, при этом срок ссылки исчислялся с 28 сентября 1878 года. Сведений об этом периоде жизни Завадской сохранилось крайне мало. В Сольвычегодске Евгения Флориановна встретилась с другим ссыльным, Андреем Афанасьевичем Франжоли, будущим членом Исполнительного комитета партии «Народная воля». В письме 1879 года к братьям Николаю и Тимофею из сольвычегодской ссылки Андрей Франжоли описывал мытарства ссылаемых: «Жандармы московские ― сволочь первостатейная ― хлыщи, нахалы, глупцы, так и просят, чтобы плюнуть в их пошлейшую образину. Это не моё единичное мнение, другие испытали на себе их мерзость во всём её безобразии; так, Завадскую, сосланную сюда, они оскорбляли подлейшим образом: не стесняясь, вели циничные разговоры, кричали на неё, топали ногами и чуть не прибили. И это такая паскудная ничтожная тля, как простые жандармы куражатся над больным, измученным человеком, что же ждать от более властных хищников».
С его же слов стало известно, что ссыльных в Сольвычегодске сначала было лишь трое: он, Завадская и народник Фёдор Щербина, будущий известный земский статистик и член-корреспондент Императорской Академии наук, живший с женой. Андрей Афанасьевич жил на квартире Щербины, по его оценке, «по-барски», а Евгения Флориановна жила отдельно — «по-крестьянски». В 1879 году молодые люди решили соединить свои судьбы. Лев Тихомиров отмечал, что их брак был невенчанным, то есть, гражданским.
С этого времени биографии двух молодых революционеров стали неотделимы друг от друга до самой их смерти. Е. Ф. Завадская сопровождала своего мужа всюду, куда его забрасывала судьба, и участвовала во всех мероприятиях, участником которых становился Андрей Афанасьевич. Биографии их были во многом схожи: оба учились, но не завершили высшего образования, обоих связывала медицина, оба предпочли ей революционную деятельность, не сулившую материальных благ, оба занимались агитационной работой в среде крестьянства, оба привлекались к дознанию Херсонским жандармским управлением, но до ссылки в Сольвычегодск их пути не пересекались, оба участвовали в Процессе ста девяноста трёх, оба они бойкотировали его заседания и оба отправлены в далёкую от их родных южных губерний северную ссылку. В Сольвычегодске жизнь молодой семьи была неразрывно связана с жизнью остальных ссыльных, Завадская и Франжоли вызывали к себе их внимание и сочувствие.
16 марта 1880 года эта молодая пара, а также вновь прибывшие ссыльные В. С. Серпинский, муж и жена И. В. Калюжный и Н. С. Смирницкая совершили побег из ссылки. Своеобразным сигналом для побега явился взрыв в Зимнем дворце, осуществлённый Степаном Халтуриным 5 февраля 1880 года. Беглецы добрались до Казани, доехали до Москвы, а затем при помощи членов организации «Народная воля» попали в столицу, где примкнули к этому новому революционному сообществу.

### Участие в «Народной воле»
Всё это время и до конца пребывания в России Завадская и Франжоли находились на нелегальном положении. В 1880 году супруги были приняты в члены Исполнительного комитета партии «Народная воля». В Петербурге Евгения Флориановна вела агитацию в кружках рабочей молодёжи. Поскольку к этому времени её муж был болен и не выходил из дома, она ухаживала за ним. Лев Тихомиров писал об этом: «Детей у них не было. А жили они неразлучно вместе, в самом нежном дружелюбии, в самой трогательной заботе друг о друге». Летом 1880 года супруги уехали в Москву, откуда вернулись в столицу лишь перед Новым годом. К этому времени Евгения Флориановна была хозяйкой конспиративной квартиры, снятой на чужое имя. Первомартовцы были заняты подготовкой к очередному покушению на императора Александра II, поэтому им была необходима квартира для хранения взрывчатых веществ, которая не вызывала бы подозрения у властей. Квартира больного, малоподвижного Андрея Франжоли с его заботливой супругой была именно таким местом.
Роль Евгении Завадской в убийстве императора 1 марта 1881 года была, скорее, пассивной. После совершения террористического акта Андреем Желябовым, Софьей Перовской, Николаем Кибальчичем и другими террористами супруги по распоряжению Исполнительного комитета уехали на Кавказ, где Андрей Франжоли некоторое время лечился от своей болезни, природу которой врачи так и не сумели раскрыть: его кости сделались необыкновенно хрупкими, так что ломались от малейшего неосторожного движения. Некоторые бытовые подробности семейной жизни Франжоли, его болезни и примеры заботы Завадской о своём муже в воспоминаниях «Памяти Коковского», опубликованных Львом Тихомировым в «Вестнике Народной воли» в 1885 году, сообщила революционерка-народница Неонила Салова («Рассказ С…»). В частности, она рассказала о том, как в 1881 году, будучи в Петербурге, по неосторожности предположила в присутствии больного Андрея атаксию в качестве диагноза его странного заболевания, чем вызвала его необыкновенную тревогу:

Вообще, конечно, я поступила крайне неосторожно, но, в конце концов, была уверена, что всё обошлось прекрасно. Но вот теперь прибегает ко мне Женичка (Завадская) и сообщает, что с мужем её бог знает, что делается. Оказалось, что от меня он отправился в одно знакомое семейство и там почувствовал себя совсем дурно. Очевидно, разговор у меня произвёл на него страшное впечатление. Он казался совершенно расстроенным и не в состоянии был двигаться. Его привезли домой, и с тех пор он лежит совсем больной, чувствуя себя с каждым днём хуже. Женичка просила меня свести его в клинику, на консультацию, и попросить доктора, чтобы он успокоил больного, а настоящую болезнь сказал бы мне, а не ему.— Л. А. Тихомиров. «Памяти Коковского». Рассказ С…, записанный с её слов в 1883 г.
После лечения минеральными водами Завадская и Франжоли осенью 1881 года возвратились в Москву. В Москве семья революционеров приняла самое деятельное участие в организации «Христианского братства» — тайного общества, основанного народовольцами для влияния на раскольников, сектантов и всех противников официальной церкви, типография этой организации также находилась на их квартире. К этому периоду семейной жизни Завадской относятся вспоминания мемуаристки Л. В. Фёдоровой (Панютиной) (1851—1936), жены минералога и кристаллографа, участника революционного движения Е. С. Фёдорова. Друг Е. С. Фёдорова Н. Н. Дерюгин, родом из города Валуйки, Воронежской губернии, был женат на сестре мемуаристки — Э. В. Панютиной, и был дружен с Я. А. Харкеевичем — мужем Марии Флориановны Завадской: «По воскресеньям мы отводили душу у наших, забираясь туда с утра. […] Там продолжали собираться нелегальные: Лопатин, два брата <Лев и Савелий> Златопольские, Иваницкая, Любатович, Степулин, Салова, Морейнис, Франжоли, Завадская, Вера Фигнер — и другие, легальные, как-то: Протопопов и Кривенко — литераторы».
Мемуаристка утверждает, что среди названных приходил и Сергей Дегаев, хороший знакомый Е. С. Фёдорова и Н. Н. Дерюгина, провокатор охранного отделения, нанятый Г. П. Судейкиным, впоследствии выдавших основных вожаков «Народной воли»: «Я больше всех симпатизировала Завадской. Она — сестра жены большого приятеля Николая Николаевича [Дерюгина] и несчастная. Её гражданский муж Франжоли, арестованный в Одессе, при переезде в Петербург выскочил из вагона, намереваясь бежать, ушиб позвоночник. У него, должно быть, сделалась атаксия, он еле ходил, и его приходилось переворачивать при сильных болях. Жена его очень любила и даже впоследствии не перенесла его смерти и лишила себя жизни. Она как-то, смотря на детей, сказала мне при виде моей возни с ними: „Я понимаю Вас, какое счастье иметь ребёнка от любимого человека, как я бы хотела этого, но для меня это уж несбыточная мечта“. Мне с этих пор она стала ещё милее».
После многочисленных арестов среди московских народовольцев в 1882 году Завадская и Франжоли покинули Москву и уехали в Саратов, где некоторое время поддерживали связи с В. П. Дегаевым, в то время ещё окончательно не разошедшимся с революционным движением агентом Г. П. Судейкина и младшим братом Сергея Дегаева. Уехав затем в Харьков, они встретились там с Верой Фигнер, с которой Евгения Флориановна была дружна ещё со времени их совместной учёбы в Цюрихском университете. Вера Николаевна намеревалась дать супругам новое партийное поручение, но ввиду тяжёлого состояния Андрея Франжоли была вынуждена отказаться от этой идеи.

### Смерть и реакция на неё в революционном сообществе
После ареста Веры Фигнер в феврале 1883 года Завадская увезла тяжело больного мужа за границу. В мае они поселились в Женеве. Лев Тихомиров писал, что ему было трудно вообразить судьбу Андрея Афанасьевича в России в случае его ареста. Завадской понадобилось немало дипломатического искусства, чтобы получить паспорта для двух человек, неважно, фальшивые или настоящие, и каким-то образом беспрепятственно пересечь границу. Вид страданий бесконечно дорогого человека стал невыносимой пыткой для любящей женщины. 6 августа 1883 года Андрей Афанасьевич скончался, после смерти мужа Е. Ф. Завадская приняла смертельную дозу опиума.
В посмертной записке Евгения Флориановна сообщила, что приняла добровольную смерть с согласия своего мужа. Лев Тихомиров вспоминал, будто бы смерть супругов была совместным, предварительно обговорённым актом. Андрей Франжоли склонял Завадскую к суициду, а та «как будто колебалась и не хотела умирать». Сам Тихомиров не был непосредственным свидетелем семейной драмы и описывал произошедшее со слов не названной им свидетельницы:

<Франжоли> лежал живой, но молча и как будто в забытьи, однако делал Завадской рукой знаки, которые, как теперь можно понять, звали её за Франжоли, к нему. Вероятно, он только что принял яд (то есть опиум), который уже начал действовать, но Франжоли ещё не заснул. Завадская же была очень нервная и взволнованная. В руках у неё был пузырёк, но так как у них постоянно возились с лекарствами, то это не возбуждало никакого подозрения. Наконец Завадская прямо попросила приятельницу оставить её одну, так как она страшно устала. […] Приятельница удалилась и видела, уходя, что Завадская прилегла на грудь Франжоли и как будто готовилась вздремнуть. Через несколько часов знакомые снова зашли к Франжоли и застали обоих уже мёртвыми. Андрей лежал на кровати. Евгения, сидя рядом на стуле, обняла его руками и лежала головой на груди его. На полу валялся пустой пузырёк от опиума. Все усилия оживить отравившихся остались тщетны. Бывший помощник аптекаря хорошо рассчитал дозы яда, у обоих безусловно смертельные.— Лев Тихомиров. «Тени прошлого». Глава «Революционная элегия»
Народоволец Н. А. Морозов считал, что одной из причин самоубийства Завадской, помимо личного мотива, послужило общее разочарование от разгрома народовольческого движения в России и невозможность в связи с этим вернуться на родину. Он писал: «Едва ли кто-нибудь помнит теперь Франжоли и Завадскую, за исключением оставшихся в живых их товарищей, а между тем и в том, и в другом скрывались все задатки для того, чтобы при благоприятных обстоятельствах, стать в ряду самых видных общественных деятелей своей родной страны, а героями они всегда были». И в другом месте своих воспоминаний бывший заключённый Шлиссельбургской крепости повторил мотив забытости супругов-революционеров: «С тех пор прошло много лет, и новые, молодые и полные сил поколения пришли на смену старым борцам за свободу. Никто теперь не помнит ни Франжоли, ни Завадской. Но и их доля есть в том могучем потоке жизни, каким разлился теперь ручей освободительного движения 70-х гг. Оба были типическими представителями того материала, из которого строился когда-то Исполнительный комитет „Народной воли“ в самый громкий период своей деятельности».
На их кончину откликнулась статьёй «Два гроба» женевская эмигрантская газета «Общее дело». Эмигрантский «Вестник „Народной воли“» опубликовал некролог за авторством Льва Тихомирова о трагической смерти двух революционеров. В письме к П. Л. Лаврову от 6 августа по старому стилю, над которым Л. А. Тихомиров работал два дня, он писал так, ещё не зная о гибели Е. Ф. Завадской: «Сейчас получил известие, что вчера умер в Женеве Франжоли. Нужно отправляться на похороны. Хороший был когда-то человек, но в последнее время так мучился, так заживо сгнил, что уже, напротив — за него скорее можно порадоваться. Но жена (Завадская) будет, конечно, убиваться. Сколько лет жизни она на него убила, ходя за калекой… Хочу её пригласить к себе, а то ей очень уж тоскливо будет. Вообще жаль её, а не его».
Много позднее Л. А. Тихомиров в своих воспоминаниях «Тени прошлого» посвятил Е. Ф. Завадской и А. А. Франжоли большую главу «Революционная элегия». В ней он действительно в элегических тонах описывал двух революционеров: «Андрей Франжоли и Евгения Завадская встают какими-то загадочными, грустно-покорными тенями. Так и хочется сказать им: зачем вы так тихо шепчете, отчего не скажете громче, для чего вы жили и томились и нашли ли где-нибудь то, чего не получили здесь, среди нас?» Мемуарист отмечал, что оба революционера были очень хорошими людьми, и у них было всё для того, чтобы оставить по себе какую-нибудь память. Но их жизнь закончилась, и «не разберёшь за ней ничего, кроме туманной светящейся полосы без определённого содержания, хотя это всё же полоса света, а не тьмы». Л. А. Тихомиров считал, что Евгения Флориановна могла бы рассчитывать на более выдающуюся будущность, если бы не любовь к Андрею Франжоли, поскольку она «уже не имела самостоятельного бытия, жила при Андрее, для Андрея, с ним бы пошла всюду и без него никуда»:

Во всяком случае, деятельность её была мелкая, незаметная. Но саму личность Завадской я хорошо помню. Тихая, скромная, молчаливая и замкнутая, она была очень умна и производила впечатление натуры, богатой внутренними силами. Это чувствовали все окружающие и постоянно очень уважали её. Конечно, она была способна к крупному, серьёзному делу. Почему она не бралась ни за что подобное? Потому ли, что не находила ничего способного её удовлетворить? Потому ли, что крупное дело требует от человека всецело отдаться ему, а Завадская не могла уже этого сделать с тех пор, как встретилась с Франжоли? Может быть, она не умела делить своего сердца — а полюбила она своего Андрея действительно всей душой. В нём она встретила нежную, любящую натуру, в которой можно было поместить всё своё чувство.— Лев Тихомиров. «Тени прошлого». Глава «Революционная элегия»
Современный исследователь рода Франжоли А. М. Молодцов называет брак Андрея Афанасьевича и Евгении Флориановны «революционно-трагедийно бездетным» и сравнивает его с браком младших дочерей Карла Маркса и Женни фон Вестфален — Лауры Лафарг с Полем Лафаргом, закончившегося обоюдным суицидом, и Элеоноры Эвелинг с Эдуардом Эвелингом, в котором суицидом закончила жизнь лишь дочь Карла Маркса.

## Комментарии
1. ↑  Комментаторы издания Б. П. Козьмин и М. М. Константинов уточняют, что это была не Запольская и не Заславская, а Завадская Евгения Флориановна.
2. ↑  Возможно, Прасковья Семёновна Ивановская, член партии «Народная воля».
3. ↑  Правильнее, Степурин Константин Алексеевич, штабс-капитан.